# Gran Premi d'Alemanya del 1976

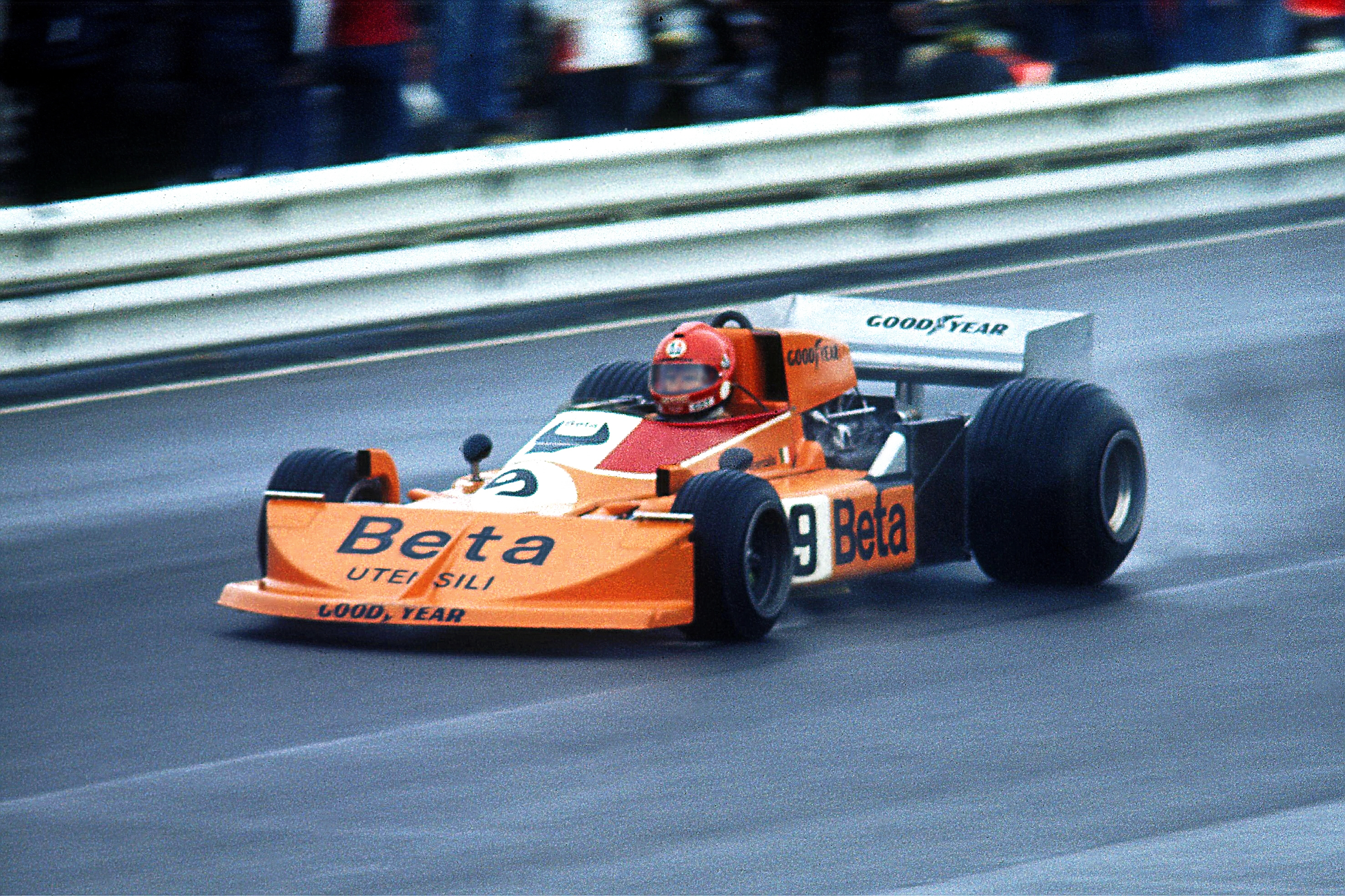
Imatge del monoplaça de Vittorio Brambilla, que s'hagué de retirar per accident.

Resultats del Gran Premi d'Alemanya de Fórmula 1 de la temporada 1976, disputat al circuit de Nürburgring l'1 d'agost del 1976.

## Resultats
| Pos | No | Pilot                    | Equip                  | Voltes | Temps/ Retirada                | Pos. de sortida | Punts |
| --- | -- | ------------------------ | ---------------------- | ------ | ------------------------------ | --------------- | ----- |
| 1   | 11 | James Hunt               | McLaren - Ford         | 14     | 1h 41' 42. 7                   | 1               | 9     |
| 2   | 3  | Jody Scheckter           | Tyrrell - Ford         | 14     | + 27.7 s                       | 8               | 6     |
| 3   | 12 | Jochen Mass              | McLaren - Ford         | 14     | + 52.4 s                       | 9               | 4     |
| 4   | 8  | Carlos Pace              | Brabham - Alfa Romeo   | 14     | + 54.2 s                       | 7               | 3     |
| 5   | 6  | Gunnar Nilsson           | Lotus - Ford           | 14     | + 1' 57.3 min.                 | 16              | 2     |
| 6   | 77 | Rolf Stommelen           | Brabham - Alfa Romeo   | 14     | + 2' 30.3 min.                 | 15              | 1     |
| 7   | 28 | John Watson              | Penske - Ford          | 14     | + 2' 33.9 min.                 | 19              |       |
| 8   | 16 | Tom Pryce                | Shadow - Ford          | 14     | + 2' 48.2 min.                 | 18              |       |
| 9   | 2  | Clay Regazzoni           | Ferrari                | 14     | + 3' 46.0 min.                 | 5               |       |
| 10  | 19 | Alan Jones               | Surtees - Ford         | 14     | + 3' 47.3 min.                 | 14              |       |
| 11  | 17 | Jean Pierre Jarier       | Shadow - Ford          | 14     | + 4' 51.7 min.                 | 23              |       |
| 12  | 5  | Mario Andretti           | Lotus - Ford           | 14     | + 4' 58.1 min.                 | 12              |       |
| 13  | 30 | Emerson Fittipaldi       | Fittipaldi - Ford      | 14     | + 5' 25.2 min.                 | 20              |       |
| 14  | 40 | Alessandro Pesenti Rossi | Tyrrell - Ford         | 13     | + 1 Volta                      | 26              |       |
| 15  | 25 | Guy Edwards              | Hesketh - Ford         | 13     | + 1 Volta                      | 25              |       |
| Ret | 20 | Arturo Merzario          | Wolf - Williams - Ford | 3      | Frens                          | 21              |       |
| Ret | 9  | Vittorio Brambilla       | March - Ford           | 1      | Accident                       | 13              |       |
| Ret | 4  | Patrick Depailler        | Tyrrell - Ford         | 0      | Accident                       | 3               |       |
| Ret | 7  | Carlos Reutemann         | Brabham - Alfa Romeo   | 0      | Prob. amb el combustible       | 10              |       |
| Ret | 10 | Ronnie Peterson          | March - Ford           | 0      | Accident                       | 11              |       |
| Ret | 34 | Hans Joachim Stuck       | March - Ford           | 0      | Embragatge                     | 4               |       |
| Ret | 26 | Jacques Laffite          | Ligier - Matra         | 0      | Caixa canvi                    | 6               |       |
| Ret | 22 | Chris Amon               | Ensign - Ford          |        | Retirat després de la 1ª cursa | 17              |       |
| Ret | 1  | Niki Lauda               | Ferrari                |        | Accident a la 1ª cursa         | 2               |       |
| Ret | 18 | Brett Lunger             | Surtees - Ford         |        | Accident a la 1ª cursa         | 24              |       |
| Ret | 24 | Harald Ertl              | Hesketh - Ford         |        | Accident a la 1ª cursa         | 22              |       |
| NVQ | 33 | Lella Lombardi           | Brabham - Ford         |        | Cotxe retirat                  |                 |       |
| NVQ | 38 | Henri Pescarolo          | Surtees - Ford         |        |                                |                 |       |

## Altres
- Pole: James Hunt 7' 06. 5

- Volta ràpida: Jody Scheckter 7' 10. 8 (a la volta 13)

- En aquest GP va tenir lloc un dels accidents més famosos de la F1, el de Niki Lauda greument ferit i cremant-se sent salvat per altres pilots.